# Topo Golfo Triste
El Topo Golfo Triste (10°00′07″N 66°56′11″O / 10.0019099, -66.9363) es una formación de montaña ubicada al norte del Embalse de Camatagua y al este de San Casimiro, Venezuela. A una altitud de 1674 m s. n. m. el Topo Golfo Triste es una de las montañas más elevadas del municipio San casimiro

## Ubicación
El Topo Golfo Triste se ubica en la misma fila del Cerro Curucuti en el corazón de una gran zona montañosa al sudoeste de Ocumare del Tuy y al noreste de San Juan de los Morros. Esta fila montañosa constitiuye parte del límite entre los estados Miranda y Aragua.
Hacia el este colinda con las comunidades de montaña Las Palomas y Las Ollas. Hacia el Oeste con Bejucal y la ciudad de San Casimiro de Güiripa. Hacia el norte se continúa con la fila por donde transita la Carretera de San Casimiro a Cúa y Charallave.

## Geografía
El Topo Golfo Triste forma parte del ramal interior de la Cordillera Central de la Cordillera de la Costa, a 14 km al sur de Ocumare del Tuy. Esta es una de las pocas áreas al norte del río Orinoco que presenta una “Meseta” con largas extensiones de bosques nublados vírgenes. Muchos de los ríos y quebradas que nacen en esta montaña, suministran el agua a la represa de Camatagua, una de las más importantes fuentes de agua para la ciudad de Caracas. Forma parte también de los límites de la cuenca del río Tuy, a unos 15 km del Parque nacional Guatopo.

## Flora
El macizo Topo Golfo Triste se resalta por ser un área prioritaria de conservación y como un posible centro de endemismo de posibles nuevas especies de Magnolia y Asterogyne.

## Fauna
Por su ubicación corazón de un monumental corte transversal en la cadena montañosa de la Cordillera de la Costa venezolana, las lomas y cerros del Topo Golfo Triste son considerados como una de las regiones de Venezuela más ricas en especies de aves. Algunas especies endémicas del macizo Golfo Triste incluyen el subepalo punteado y la subespecie venezolana del cucarachero pechigrís.